# Anton Rous

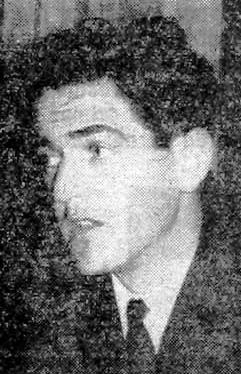
Anton Rous

Anton Rous (Beltinci, 8 september 1939 – Maribor, 14 februari 2024) was een Sloveens jurist en politicus. Hij was voorzitter van de Democratische Partij van Gepensioneerden van Slovenië en sinds 3 december 2004 staatssecretaris van algemene zaken in het kabinet Janša. Als nevenfunctie vervult Rous het vicevoorzitterschap van de Sloveense Toerismebond en is sinds zomer 2005 lid van de raad van commissarissen van het farmaceutisch bedrijf Krka.
Rous studeerde rechten aan de universiteit van Ljubljana. Na zin studie was hij werkzaam voor de gemeente Gornja Radgona. Later ging hij in het bedrijfsleven en was onder meer directeur van "Avtoradgona" en het vervoersbedrijf "Integral Ljubljana". Namens het bedrijf "Hidromontaža Maribor" zetelde Rous in de gemeenteraad van Maribor (tot 1990 vaardigden onder andere bedrijven rechtstreeks gedelegeerden af). In 1989 werd hij burgemeester van Maribor. Eind 1994 herkandideerde Rous zich voor het burgemeestersambt namens de Democratische Partij van Slovenië, haalde de derde plaats en viel na de eerste ronde uit de race. In 1996 nam hij deel aan de nationale parlementsverkiezingen namens de zojuist opgerichte partij "Sloveens Forum". Nadat hij met deze partij geen succes behaalde, sloot hij zich in 1996 aan bij DeSUS. 
Op 23 maart 2002 werd Rous gekozen tot voorzitter van DeSUS. Op 20 mei 2005 moest hij het voorzitterschap afgeven aan Karel Erjavec, de enige minister van DeSUS in het kabinet Janša.
Rous overleed in februari 2024 op 84-jarige leeftijd.